# Gantt-schema

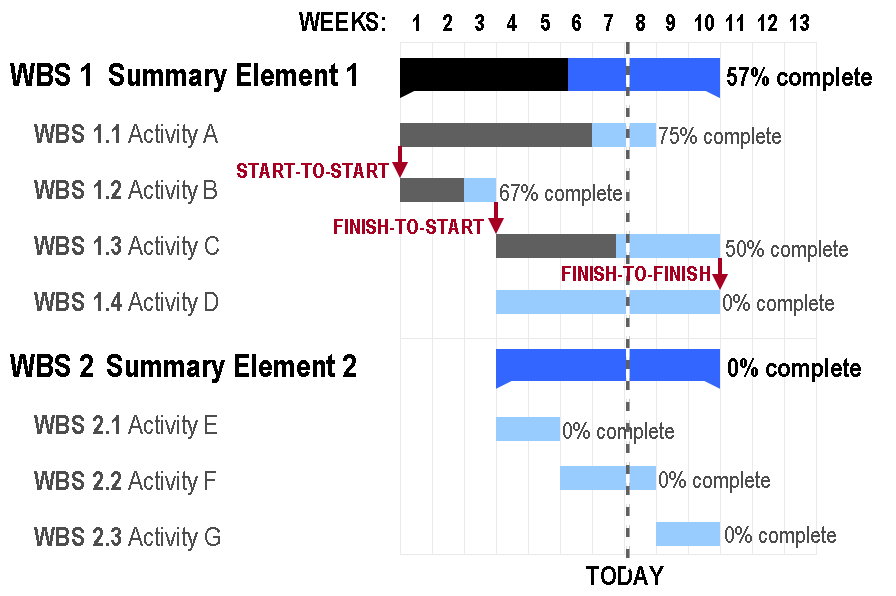
Ett Gantt-schema som visar tre olika sorters beroenden (röd färg) samt hur stor del av arbetet inom de olika aktiviteterna som är färdigt, i procent, och hur aktiviteterna ligger till i förhållande till tidsplanen ("TODAY"). Enbart de fyra första aktiviterna har påbörjats, och alla utom den sista är i detta exempel försenade.

Ett Gantt-schema, engelska Gantt chart, är en typ av flödesschema som används inom projektledning för att beskriva olika faser, tidsaspekter och beroenden mellan dessa inom ett projekt. Schemat är döpt efter dess upphovsman, Henry Gantt (1861–1919), som konstruerade schemat någon gång mellan 1910 och 1915. Schemat är en grafisk illustration av hur projektet är tänkt att framskrida eller - för ett pågående projekt - framskrider. 
Det var flera personer i början av 1900-talet som arbetade med verktyg som liknar det vi idag kallar ett Gantt-schema. Karol Adamiecky utvecklade sin lösning - ett harmonogram - 1896. Han publicerade dock sitt verk först 1931 och gjorde det på polska, vilket  begränsade spridningen samt erkännandet av författarskap. Hermann Schurch publicerade sin version 1912. Men vid den tiden ansågs sådana statiska versioner av schemat vara rutinmässiga i Tyskland och hans idéer fick därmed inte mycket dragkraft.
Ett Gantt-schema använder ett horisontellt stolpdiagram som löper utefter en tidsaxel. Stolparnas längd varierar och visar den löptid som planerats för varje aktivitet. För ett pågående projekt kan man även visa hur stor del av arbetet inom en aktivitet som är avslutat (skuggat område av en stolpe) respektive kvarstår att göra (den skuggade delen). Stolparnas inbördes placering på tidsaxeln illustrerar de olika aktiviteras respektive starttider, vilka kan drivas av interna beroenden beroenden mellan aktiviteterna (y kan inte påbörjas förrän x har avslutats) eller externa beroenden, t. ex. av resurser - i form av leveranser eller i form av arbetskraft. Exempel: x kan inte påbörjas förrän en viss komponent har levererats eller x kan inte påbörjas förrän en viss expert är tillgänglig för arbetet.

## Element i ett Gantt-schema
Förutom de ovan beskrivna elementen tidsaxel, aktiviteter, beroenden och färdigställandegrad kan man i ett Gantt-diagram även hitta element som bl.a. milstenar och resurs-angivelser.
En milsten är kort sagt en viss tidpunkt, som är relevant för projektet. En milsten kan vara driven "inifrån projektet", t.ex. färdigställandet av ett husbygge, som i princip är den tidpunkt när alla relevanta aktiviter för att nå detta tillstånd har avslutats. I detta fall ser man en rad aktivitets-stolpar fördelade över tiden, som utmynnar i just den milstenen, oftast markerad som en romb placerad på ett visst datum på tidsaxeln. Men en milsten kan även vara externt driven, t. ex. den tidpunkt, då beställaren tar beslutet att huset ska byggas. I detta fall är det bara en romb, utan föregående aktiviteter inom projektet, som antas inträffa vid en viss tidpunkt. En sådan milsten kan vara relevant för projektet, genom att den kan betyda startskottet för olika projekt-aktiviteter (se Beroenden nedan).
En resursangivelse är en text bredvid en aktivitet som anger vem eller vilka resurser som är nödvändiga för att utföra denna aktivitet.

## Beroenden
Aktiviteter i ett projekt kan uppvisa olika beroenden i förhållande till andra aktiviteter inom projektet eller i förhållande till omvärlden.
I bilden ovan visas tre typer av beroenden: "Måste starta samtidigt med" (1.2 i förhållande till 1.1), "y kan inte startas förrän x är färdig" (1.3 i förhållande till 1.2) såsom "y kan ej avslutas förrän x är färdigt" (1.4 i förhållande till 1.3). Samma typ av beroenden som mellan aktiviteter kan även föreligga mellan aktiviteter och milstenar.
Resursberoenden kan man beräkna när man a) vet vilka resurser som krävs för de olika aktiviteterna samt b) känner till deras tillgänglighet och kapacitet. I sådana fall kan aktiviteter behöva förskjutas i Gantt-diagrammet till en tidpunkt när de nödvändiga resurserna är tillgängliga och har kapacitet för den aktiviteten. Exempel: Husbygget är beslutat (milsten), och i princip kunde man börja gjuta grunden omedelbart, men de byggarbetare som krävs för att gjuta grunden finns först tillgängliga om två veckor. Alltså förskjuts denna aktivitet om två veckor utan synlig orsak i Gantt-diagrammet p.g.a det nämnda resursberoendet.